# A sensação mundial da atualidade!
A sensação mundial da atualidade! (1959) è il primo album di Domenico Modugno pubblicato in Brasile.

## Il disco
Dopo il successo di Nel blu dipinto di blu in tutto il mondo, anche in Brasile viene pubblicato un album del cantautore pugliese, che racchiude alcune canzoni già pubblicate in Italia.
Le versioni contenute nel disco non presentano differenze rispetto alle incisioni italiane.
La copertina raffigura un disegno di Modugno mentre canta e suona la chitarra.
Nel retro di copertina vi è un testo in portoghese dove, curiosamente, Modugno viene descritto come «Descendente de Ciganos» discendente degli zingari...la notizia, falsa, è probabilmente ripresa dal retro copertina dell'album Nel blu dipinto di blu (volare) and other Italian favorites, pubblicato l'anno prima.

## Tracce
LATO A
1. Nel blu dipinto di blu (testo di Domenico Modugno e Franco Migliacci; musica di Domenico Modugno)
2. Magaria (testo e musica di Domenico Modugno)
3. La donna riccia (testo e musica di Domenico Modugno)
4. Vecchio frak (testo e musica di Domenico Modugno)
5. Don Fifi (testo e musica di Domenico Modugno)
6. Resta cu' mme (testo di Domenico Modugno e Dino Verde; musica di Domenico Modugno)

LATO B
1. Musetto (testo e musica di Domenico Modugno)
2. Io, mammeta e tu (testo di Riccardo Pazzaglia; musica di Domenico Modugno)
3. La signora a fianco (testo di Riccardo Pazzaglia; musica di Domenico Modugno)
4. La neve di un anno fa (testo di Riccardo Pazzaglia; musica di Domenico Modugno)
5. Nisciuno po' sapè (testo di Riccardo Pazzaglia; musica di Domenico Modugno)
6. Lazzarella (testo di Riccardo Pazzaglia; musica di Domenico Modugno)